# (16744) Antonioleone
(16744) Antonioleone (1996 OJ2) – planetoida z pasa głównego asteroid okrążająca Słońce w ciągu 3,79 lat w średniej odległości 2,43 j.a. Odkryta 23 lipca 1996 roku.